# Saison de Silly
Saison de Silly is een Belgisch bier.
Het bier wordt gebrouwen door Brasserie de Silly te Silly.
Saison de Silly is een bruine saison met een alcoholpercentage van 5%. Het heeft een densiteit van 11,3° Plato. Bierkenner  Michael Jackson wist dit bier te appreciëren.